# خالد کرخی
خالد کرخی (عربی: خالد الكرخي؛ زادهٔ ۱۵ اوت ۱۹۴۰) ورزشکار بوکس اهل عراق است. او در رقابت‌های این رشته ورزشی در بازی‌های المپیک تابستانی ۱۹۶۰ و ۱۹۶۴ به نمایندگی از کشورش شرکت کرد.